# Maciej Gwiazda

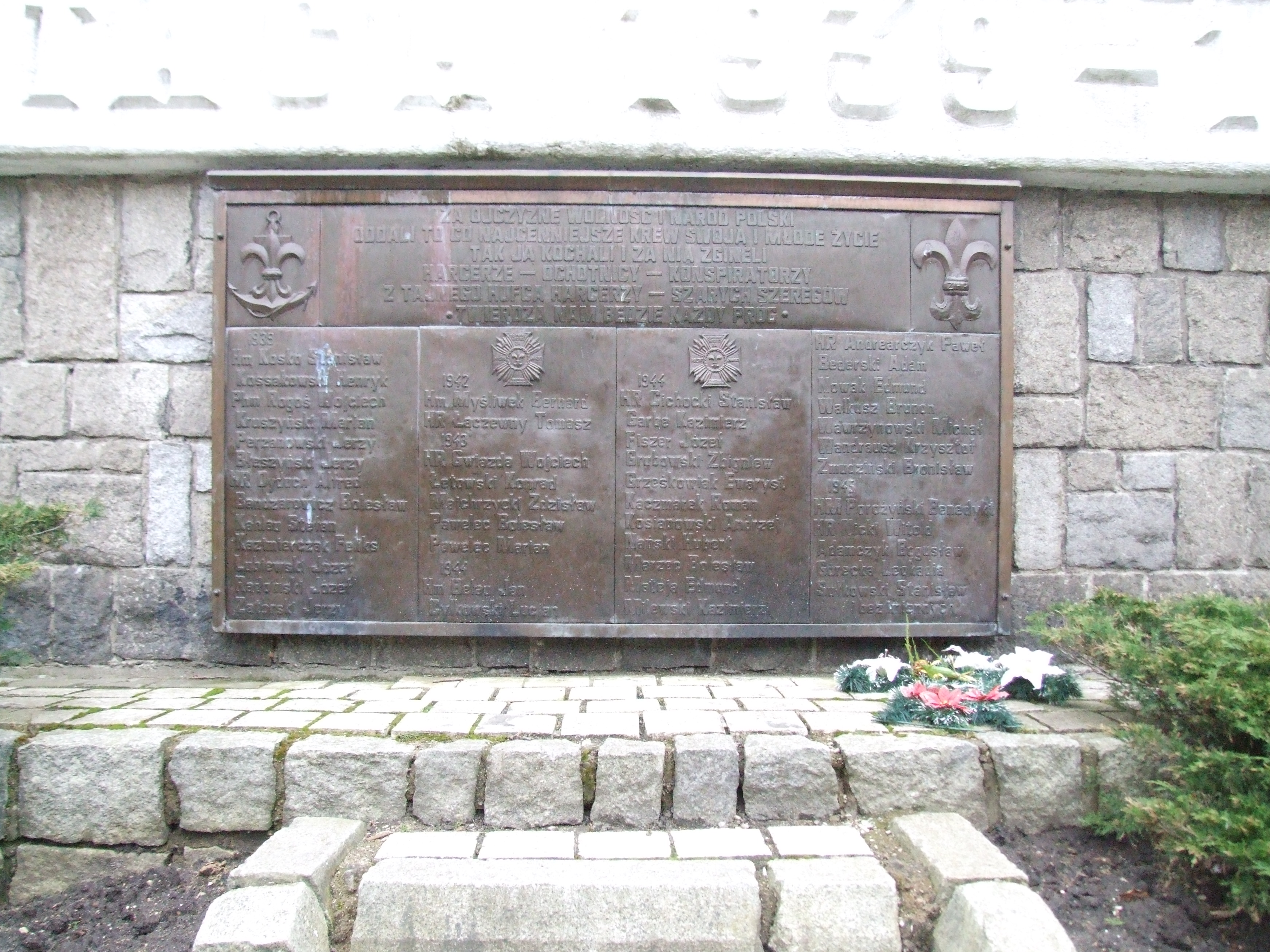
Nazwisko Wojciecha Gwiazdy (1926-1943) na pomniku Harcerzy Gdyńskich w Gdyni (druga kolumna)

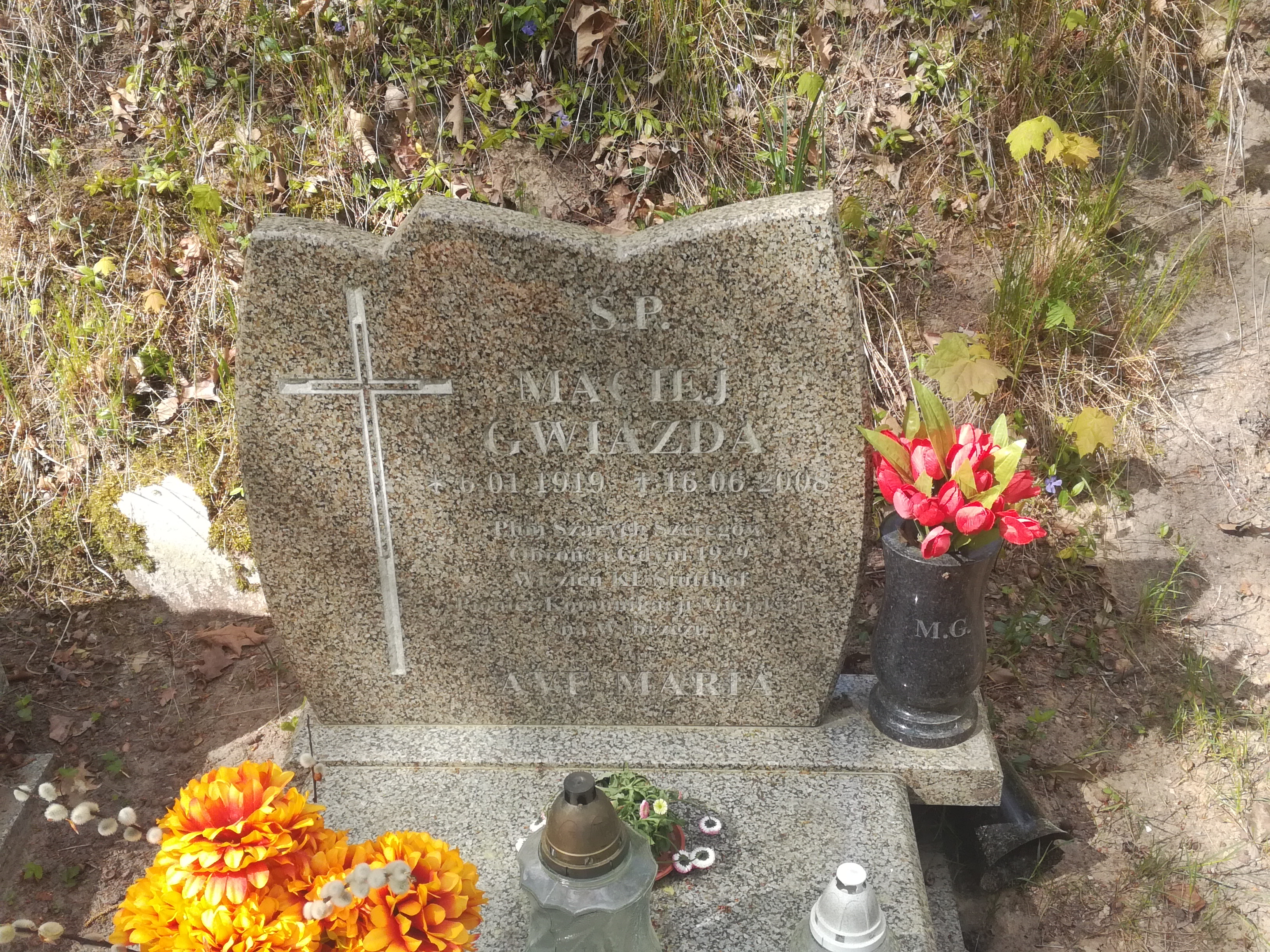
Grób Macieja Gwiazdy na cmentarzu Witomińskim

Maciej Gwiazda (ur. 6 stycznia 1919 w Dąbrowie Górniczej, zm. 16 czerwca 2008 w Gdańsku) – polski inżynier mechanik, podharcmistrz Związku Harcerstwa Polskiego. Jeden z twórców po II wojnie światowej komunikacji miejskiej w Trójmieście, wieloletni dyrektor techniczny Wojewódzkiego Przedsiębiorstwa Komunikacyjnego Gdańsk-Gdynia. Całe swoje życie zawodowe związał z trójmiejską komunikacją miejską.

## Życiorys
Był synem Rafała (1882-1929) i Heleny z domu Pratzer (1889-1962). Pochodził z Zagłębia Dąbrowskiego, w dwudziestoleciu międzywojennym (w 1929) rodzina przeprowadziła się na Wybrzeże. Maciej Gwiazda w 1937 ukończył Koedukacyjne Gimnazjum Prywatne Teofila Zegarskiego w Gdyni. Podczas nauki w szkole średniej związał się z harcerstwem. Od 1930 był hufcowym ZHP w Gdyni-Orłowie – Morskiego Rejonu Harcerzy. W 1938 rozpoczął studia na Politechnice Gdańskiej, na Wydziale Budowy Maszyn. Po wybuchu II wojny światowej, podczas obrony Gdyni w 1939 działał w Pogotowiu Harcerzy. Do marca 1940 był sanitariuszem w Szpitalu Miejskim, następnie ślusarzem w gdyńskim oddziale stoczni Deutsche Werke Kiel. W czasie wojny uczestniczył w harcerstwie konspiracyjnym: od 1941 był żołnierzem Szarych Szeregów w Gdyni, używał pseudonimu Jerzy. Był zastępcą Lucjana Cylkowskiego, komendanta Szarych Szeregów na Pomorzu i dowódcy tworzonego Batalionu Morskiego Szarych Szeregów, za co został aresztowany 1 października 1942 i uwięziony w latach 1942-1945 (wraz z matką i młodszym bratem Wojciechem) w niemieckim obozie koncentracyjnym Stutthof (KL). Po kilku miesiącach uwięzienia brat zmarł (został upamiętniony na pomniku Harcerzy Gdyńskich w Gdyni). Pod koniec wojny Maciej Gwiazda z matką uczestniczyli w ewakuującym obóz „marszu śmierci”, który oboje przeżyli.
Po wojnie, w 1946, zaczął pracę jako technik w Wydziale Trolejbusowym Wojewódzkiego Przedsiębiorstwa Komunikacyjnego Gdańsk-Gdynia. W 1951 ukończył studia wieczorowe na Wydziale Mechanicznym Politechniki Gdańskiej i został naczelnikiem wydziału trolejbusowego, zaś w 1953 zastępcą dyrektora (dyrektorem technicznym) całego przedsiębiorstwa. W 1958 przeprowadził się do Gdańska. Na stanowisku dyrektora pracował aż do przejścia na emeryturę w grudniu 1979. Został pochowany na cmentarzu Witomińskim w Gdyni (kwatera 13-21-7a).
Był żonaty się z Romaną, z domu Kassaraba (1918-2008).
W 2011 został patronem 35. tramwaju typu Pesa Swing 120NaG (nr 1045), eksploatowanego przez Zakład Komunikacji Miejskiej w Gdańsku.

## Odznaczenia[4]
- Krzyż Oficerski Orderu Odrodzenia Polski (IV klasy)
- Krzyż Kawalerski Orderu Odrodzenia Polski (V klasy)
- Order Virtuti Militari od rządu RP w Londynie
- Krzyż Armii Krajowej
- Krzyż Partyzancki
- Krzyż Oświęcimski
- Medal Rodła za działalność w Wolnym Mieście Gdańsku
- Krzyż „Za Zasługi dla ZHP” z Mieczami
- Złota Odznaka Tajnego Hufca Szarych Szeregów